# Beyond the Black Rainbow
Beyond the Black Rainbow ist ein im Jahr 2010 veröffentlichter düsterer psychedelischer Sci-Fi-Horrorfilm aus Kanada und das Langfilmdebüt des Regisseurs Panos Cosmatos.
Der von Regisseur Cosmatos selbstproduzierte Low-Budget-Independentfilm mit Produktionskosten von ca. 1,1 Mio. US-Dollar hatte seine Premiere am 3. Dezember 2010 auf dem Whistler Film Festival und lief am 31. Dezember desselben Jahres mit einer 14A-Freigabe (ab 14 Jahren) und der Tagline Beyond science – Beyond sanity – Beyond control in den kanadischen Kinos an, am 18. Mai 2012 mit einem R-rating (ab 17 Jahren) in den USA.
Außerhalb Nordamerikas lief er bisher (2014), trotz Region 1-DVD- und -BluRay-Veröffentlichung, lediglich auf Filmfestivals und ist auch noch nicht auf Deutsch erschienen.

## Handlung
Der Film beginnt mit einem kurzen Werbespot von 1967 für das Arboria Institute, in dem sein Gründer, Dr. Mercurio Arboria, seine New-Age-Forschungseinrichtung vorstellt. Ausgestattet mit weitreichenden, „preisgekrönten“ Entspannungsgärten verspricht die Einrichtung ihren Kunden bzw. Patienten „die Erlangung von Ruhe und Glückseligkeit“. Dies soll unter Zuhilfenahme von Pharmazeutika, Psychopharmaka, Sinnestherapie und Lichtarbeit erreicht werden.
Sprung ins Jahr 1983: Das stumme, übersinnlich begabte Mädchen Elena lebt schon fast sein ganzes Leben als Gefangene im Arboria Institute, unter Beobachtung des sadistisch geneigten Dr. Barry Nyle. Dieser quält sie mit peinlichen Befragungen, medikamentösen Experimenten und unterschwelligen Drohungen und Einschüchterungen. Außerdem hat er sie in ein pyramidenähnliches Gebäude gesperrt, die sogenannte „okkulte Pyramide“, die ihre psychokinetischen Kräfte eindämmt. Bewacht wird Elena von der gefühlskalten Krankenschwester Margo und einem grotesken, roboterartigen Wesen, das im Abspann als Sentionaut (zu Deutsch etwa: „Sinnesreisender“) bezeichnet wird. Der altgewordene Gründer des Instituts, Dr. Arboria, ist von Dr. Nyle zu einem drogenabhängigen Wrack gemacht worden, das offenbar seit längerer Zeit in einem dunklen Raum des Instituts berauscht vor sich hinvegetiert und den Bezug zur Realität größtenteils verloren hat. In seiner Naivität (und in seinem Rausch) glaubt der alte Dr. Arboria, dass sein Lebenswerk bei seinem Nachfolger Dr. Nyle in guten Händen sei.
Im Laufe der Handlung entdeckt die Krankenschwester Margo eine heimlich geführte und eigentlich gut versteckte Akte von Dr. Nyle, in der der Sadist Skizzen und Anmerkungen zu Elenas Anamnese hinterlassen hat. Margo ist erstmals verstört, als sie die sexuelle wie psychopathische Natur hinter den Experimenten und Misshandlungen erkennt. Aus Angst vor Dr. Nyle schweigt sie jedoch. Der Arzt trägt Margo auf, Bannware aus Elenas Zimmer zu entfernen, ein Foto von Elenas verstorbener Mutter (er verrät Margo allerdings nicht, dass er das Foto selbst heimlich unter Elenas Bett platziert hatte). Elena bemerkt das Foto und will es um jeden Preis behalten. Bei einem darauffolgenden Handgemenge nutzt Elena ihre Kräfte, um Margo den Schädel zu brechen. Elenas Tötung der Krankenschwester wird von Dr. Nyle auf einem Überwachungsmonitor beobachtet, er scheint mit der Tat einverstanden zu sein. Er beauftragt den ferngesteuerten Sentionauten damit, die auf dem Flur ohnmächtig zusammengebrochene Elena wieder auf ihr Zimmer zu bringen und dort einzusperren.
Während eines Gesprächs zwischen Dr. Nyle und Dr. Arboria erinnert sich Ersterer an seine Aufnahme ins Institut im Jahr 1966, die in einer längeren Rückblende zu sehen ist. Dr. Nyles Initiation schlug jedoch fehl: die Initiation beinhaltete das komplette Eintauchen des Probanden in eine tiefschwarze, nicht näher identifizierte Substanz, die irgendwie Psyche und Bewusstsein von Menschen erweitern und verändern kann. Anders als von Dr. Arboria beabsichtigt, erlebte Dr. Nyle einen äußerst verstörenden Horrortrip (der als einziger Abschnitt der Rückblende scharf und in Farbe zu sehen ist). Dieser ließ ihn zum sadistischen Psychopathen werden, so dass er schon unmittelbar nach der Behandlung Elenas Mutter, Dr. Arborias Frau Anna, umbrachte. Trotzdem machte der naive Dr. Arboria, dem Dr. Nyles Verwandlung zum Bösen entweder verborgen blieb oder die er nicht wahrhaben wollte, ihn zu seinem engen Mitarbeiter und Nachfolger. Kurz nach dem Tod ihrer Mutter wurde auch Elena durch Dr. Arboria noch als Säugling ins Institut aufgenommen, wobei ein ähnliches Ritual wie bei Barrys Initiation angedeutet wird.
Nachdem er sich an die Geschehnisse aus dem Jahr 1966 zurückerinnert hat, bringt Dr. Nyle den nichtsahnenden Dr. Arboria in der Gegenwart von 1983 durch eine gezielte Überdosis der Rauschdroge um, von der der alte Institutsgründer so abhängig ist. Wieder zuhause, sieht Dr. Nyle an dem Abend eine aggressiv-paranoide Rede des US-Präsidenten Ronald Reagan im Fernsehen, die seine nun vollends durchbrechende Psychopathie befeuert. Er entfernt seine Perücke und Kontaktlinsen, die er seit seinem Horrortrip von 1966 tragen musste: die Behandlung hatte ihn, wie nun zu sehen ist, auch körperlich entstellt. Dann ermordet er seine Frau Rosemary, bevor er sich mit einem Dolch auf den Weg zurück ins Institut begibt, um Elena zu erstechen. Da er nach dem Mord an Dr. Arboria aber vergessen hat, die okkulte Pyramide einzuschalten, die Elenas Kräfte in Schach halten soll, befindet sich das Mädchen inzwischen auf der Flucht durch die schier unendlichen labyrinthartig angelegten Räume, Gänge und Schächte des Instituts. Dabei muss sie dem Sentionauten und einer wurmartigen Kreatur mit kahlem Menschenkopf entkommen, die sie versehentlich weckt. Als Dr. Nyle eintrifft, ist sie bereits aus dem abgelegenen Institutskomplex entkommen und befindet sich im ländlichen Umland. Da er ihr aber vor kurzem durch den Sentionauten einen Ortungschip hat implantieren lassen, nimmt Dr. Nyle die Verfolgung erst per Wagen, dann zu Fuß auf.
Während Elena durch eine für sie völlig fremde Welt aus nächtlichen Feldern irrt, stößt Dr. Nyle auf zwei Männer an einem Lagerfeuer, die er, unter der zwanghaften Beschuldigung, sie hätten sich an Elena vergangen, ersticht. Schließlich findet der verrückte Arzt Elena und fordert sie mit dem Dolch in der Hand erst bittend, dann schreiend auf, zu ihm zurückzukommen. Als er auch sie erstechen will, setzt Elena ihre Kräfte erneut ein: Sie lässt Dr. Nyles Füße buchstäblich am Boden festwachsen, und als dieser ihr nachlaufen will, stürzt er. Dr. Nyle stirbt, als er sich an einem Stein den Kopf aufschlägt. Die befreite, verstörte Elena erreicht in der letzten Einstellung der Handlung eine an die Felder grenzende Vorortsiedlung und geht auf ein Haus zu, dessen Fenster offenbar von einem laufenden Fernseher erhellt wird.
Am Ende des Abspanns wird das Zitat „Wherever you go, there you are“ („Wo man hingeht, da ist man“) aus dem Film Buckaroo Banzai – Die 8. Dimension (1984) eingeblendet. Nach dem Abspann wird noch eine letzte Einstellung des Films gezeigt, in der in Großaufnahme eine Spielzeugfigur eines Sentionauten zu sehen ist, die auf einem Teppich liegt und offenbar ebenfalls vom bläulich flimmernden Licht eines Fernsehers außerhalb des Bildes beleuchtet wird, während auf der Tonspur terrestrische Radiointerferenzen und eine rückwärts abgespielte Stimme zu hören sind.

## Hintergrund

### Entstehung
Regisseur Cosmatos hatte laut eigener Aussage schon früh die Idee, einen Film wie Beyond the Black Rainbow zu machen. Anfang der 1980er Jahre besuchte er als Kind oft eine nahegelegene Videothek und stellte sich anhand der Cover der Horror- und Sci-Fi-Filme, die er noch nicht sehen durfte, vor, wie die Filme wohl sein mochten. Das war die Grundidee, aus der schließlich Beyond the Black Rainbow entstand, den Cosmatos stilistisch bewusst so gestaltete, als handele es sich um einen verschollenen (Kult-)Film der frühen 1980er Jahre, um einen: „Film, den es nie gab“.
Auch die absichtlich vage und kryptisch gehaltene Handlung bei starker Betonung der so überwältigenden wie verstörenden Optik war beabsichtigt, da Cosmatos laut eigener Aussage einen Film machen wollte, der einer Erinnerung an einen heimlich gesehenen Film entspreche, der einen als Kind geängstigt hat, weil er eigentlich für eine ältere Altersgruppe gedacht war, so dass die eigene Erinnerung an den Film als Erwachsener hauptsächlich aus emotional stark nachwirkenden visuellen Filmbildern bestehe, während man sich an die Handlung, die man als Kind nicht verstanden hat, dagegen kaum erinnert.
Als Erwachsener hatte Cosmatos zwei verschiedene Ideen für die konkrete Handlung, die er später miteinander kombinierte: Die eine bestand aus einem Werbefilm für eine nichtexistierende Forschungseinrichtung, die andere aus einem Mädchen, das aus einem Krankenhaus oder einer Irrenanstalt zu fliehen versucht.
Der unmittelbare Auslöser, der Cosmatos schließlich zur Umsetzung seines Projekts veranlasste, war der frühe Tod seiner Eltern; seine Arbeit an dem Film war Teil der Therapie, mit der er über den Verlust hinwegzukommen versuchte. Bei seinen Eltern handelte es sich um den griechisch-italienischen Actionfilmregisseur George P. Cosmatos, der u. a. für Rambo II – Der Auftrag (1985) verantwortlich gezeichnet hatte, und die schwedische Bildhauerin Birgitta Ljungberg-Cosmatos. Cosmatos betont, dass viel von der Arbeit seiner Eltern in seinen eigenen Film eingegangen sei.

### Einflüsse
Als Einflüsse auf die ‘modernistische’ Farbgestaltung des Films verwies Regisseur Cosmatos auf Michael Manns Filme Die unheimliche Macht (1983) und Blutmond (1986), sowie Dark Star – Finsterer Stern (1974) von John Carpenter. Der experimentelle Horrorfilm Begotten (1990) von E. Elias Merhige inspirierte Cosmatos zum schwarzweißen Teil der Rückblende ins Jahr 1966 in der Mitte des Films, und die kleine Film-im-Film-Sequenz zur Götterschlacht (in der man hauptsächlich Kamerafahrten um unbewegte Statuen sieht) aus dem Film Die Verachtung (1963) von Jean-Luc Godard diente ihm als Vorbild für Barrys farbigen Horrortrip während dieser Rückblende.
Kameramann Norm Li verwies auf weitere Einflüsse für seine Arbeit an Cosmatos’ Film: Electroma (2006) von Daft Punk, Suspiria (1977) von Dario Argento und THX 1138 (1971) von George Lucas. Generelle optische Einflüsse, über die sich Cosmatos und Li verständigten, bestanden auch im Stil des frankobelgischen Sci-Fi-Comicmagazin Métal hurlant (bzw. dessen nordamerikanischem Ableger Heavy Metal; es existierte auch ein deutscher Ableger unter dem Titel Schwermetall) und Gemälden des Fantasyzeichners Frank Frazetta.
Bezugnehmend auf die extrem langsame, geradezu hypnotische Erzählweise bezeichnet Regisseur Cosmatos seinen Film einer Sorte zugehörig, die er als trance films bezeichnet; als konkrete Beispiele für dieses so von ihm genannte Genre verweist er als weitere Vorbilder besonders auf Apocalypse Now (1979) von Francis Ford Coppola, Letztes Jahr in Marienbad (1961) von Alain Resnais und Phase IV (1974) von Saul Bass.
Entsprechend Cosmatos’ Absicht, einen Film zu drehen, der wie aus den frühen 1980ern aussehen sollte, und als Hommage an die knallbunten Actionfilme von Cosmatos’ Vater entschied sich Kameramann Norm Li für eine klassische Produktionsweise auf 35-mm-Film (Fuji Eterna 400T) im anamorphen Seitenverhältnis von 1:2,35. Cosmatos hatte ursprünglich beabsichtigt, den Film digital auf einer RED One-Kamera zu drehen, und zögerte, den kostenintensiv klingenden Vorschlag, auf 35 mm zu drehen, anzunehmen, bis Li ihn vom günstigen Produktionsformat Techniscope (alias 35 mm 2-perf) überzeugen konnte.

### Themen
Cosmatos betont, dass es sich bei den drei Hauptthemen seines Films um Kontrollwahn, Identität und Kritik am Okkultismus bzw. der Esoterik der 68er-Generation handele.
- Kontrollwahn ist das Hauptmotiv des Psychopathen Barry, der Wissenschaft und Okkultismus zur Kontrolle über andere und letztendlich eine durch beide Mittel zu besiegende Natur nutzen will; laut Cosmatos ist Barry durch seinen traumatisierenden Horrortrip zu „einer Art Vampir“[10][14] geworden, der in seiner Machtbesessenheit Elenas übersinnliche Kräfte mit dem Zweck erforscht, diese an sich zu reißen, er Elena also quasi „wie ein Vampir“ aussaugen will. (Politische) Paranoia und Kontrollwahn sind für Cosmatos auch die beiden gesellschaftlichen Grundstimmungen der USA während der 1980er Jahre unter dem Präsidenten Ronald Reagan (der im Film auch mit einem Redenausschnitt zu sehen ist) gewesen, in denen der Film spielt: „I remember constantly being afraid in the 1980s.“[8] Auf die repressiv-paranoide Reagan-Ära verweist auch die schwarze Lederjacke der fiktiven Marke NORIEGA, deren Logo beim Anlegen in Großaufnahme zu sehen ist, die Barry in der zweiten Hälfte des Films nach dem endgültigen Durchbrechen seiner Psychopathie trägt und die auf den panamaischen Diktator Manuel Noriega verweist[15][16], eine Schlüsselfigur der Iran-Contra-Affäre und des von der Regierung Reagan forcierten War on Drugs, während zur selben Zeit Gerüchte über die gleichzeitige Verstrickung der CIA in den Drogenhandel mit südamerikanischen Regimen wie demjenigen Panamas kursierten.
- Eine eigenständige Identität ist Elenas zentrales Problem, da sie fast ihr ganzes Leben isoliert in einer künstlichen und feindlichen Umwelt verbracht hat.
- Dr. Arboria, der ursprüngliche Gründer des Arboria Institutes, wird vor allem durch seine Naivität und seinen Hang zur Esoterik bestimmt. Cosmatos ist der Ansicht, dass die 68er ohne ihre naive Neigung zu Mystik und Esoterik wesentlich mehr hätten erreichen und bewegen können.[6]

### Musik
Der Soundtrack zu Beyond the Black Rainbow stammt von Jeremy Schmidt, dem Keyboardspieler der Band Black Mountain, der die Musik unter dem Pseudonym Sinoia Caves schrieb. Cosmatos und Schmidt hatten sich über das gemeinsame Interesse an der Musik von Tangerine Dream, Giorgio Moroder und den Soundtracks zu Filmen von John Carpenter kennengelernt.
Dementsprechend nostalgisch im düsteren Sound der 1970er und frühen 80er gestaltete Schmidt, der auch auf zusätzliche musikalische Einflüsse von György Ligeti, Krzysztof Penderecki und den Soundtracks zu den Filmen Shining (1980) und Lockere Geschäfte (1983) für seine Arbeit für Cosmatos’ Film verwies, auch den Soundtrack zu Beyond the Black Rainbow.

## Rezension
Beyond the Black Rainbow erhielt überwiegend gemischte Kritiken. Kritikpunkte waren die Handlungsarmut bzw. kryptische Handlung, sowie z. T. die Langsamkeit des Films wobei letztere von anderen Kritiken allerdings als „geradezu hypnotisch“ positiv hervorgehoben und mit den Werken Kubricks oder Andrey Tarkowskys verglichen wurde. Besonders gelobt wurde der Film fast durchgängig für seine überbordenden, ästhetisch überwältigenden Bildwelten, die für negativ urteilende Kritiker allerdings zu Lasten einer verständlichen oder ausgefeilten Handlung gingen (pretentious, self-indulgent style-over-substance, also eine oberflächliche Stilverliebtheit, war der häufigste Vorwurf der Kritik) weiteres Lob erhielt der Film für seinen düster-nostalgischen Analogsynthesizersoundtrack, der an die frühen Filme John Carpenters und David Cronenbergs erinnert.
Nichtsdestoweniger bekam der Film auch eine nicht geringe Anzahl geradezu überschwänglicher Kritiken, die darin einen: „willkommenen Versuch“ sahen, „die Tage von Filmen wie El Topo und Eraserhead wieder aufleben zu lassen, als die Besucher von Spätvorstellungen Regisseure schätzten, die den Zuschauer noch auf gewitzte Weise verstören wollten“. Aber auch die positiven Kritiken betonten die Randständigkeit des Films, dessen anspruchsvolle psychedelische Ästhetik und langsame Erzählweise sich der gewohnten Massentauglichkeit und Blockbustermentalität bewusst verweigere, so dass Beyond the Black Rainbow sich nahezu ausschließlich an eine kleine Schnittmenge aus: „einerseits Arthouse- und andererseits Grindhousefans“ richte, die auf beide Genres anspreche. Der Film polarisiere stark: „Beyond the Black Rainbow ist entweder genau Ihr Fall, oder er ist soweit von Ihrer gesamten Mentalität entfernt, daß Sie einen weiten Bogen darum machen sollten.“
Nicht wenige Zuschauer und Kritiker waren auch von der Tatsache irritiert, dass der Film explizit in drei vergleichsweise unterschiedliche Teile zerfällt:
- die äußerst meditative und kryptische erste Hälfte, die sich vor allem an Arthousefans richtet,
- die lange Rückblende ins Jahr 1966 in der Mitte, die die meisten Informationen für die Handlung und ihre Hintergründe enthält,
- und die zweite, leicht beschleunigte Hälfte, die, trotz Beibehaltung eines tarkowskyartigen Tempos und überbordender Bilder, einen Thriller mit Splatterelementen andeutet und mit Barrys relativ knappem und unspektakulärem Tod endet.

Viele Kritiker bemerkten eine auffällige Affinität von Beyond the Black Rainbow zur psychedelischen bis verstörenden filmischen Bild- und Formensprache der 1970er und frühen 80er Jahre, besonders zu den Werken der Regisseure
- Stanley Kubrick[31][32][33][34][35][36][37] (2001: Odyssee im Weltraum (1968), Clockwork Orange (1972), Shining (1980)),
- John Carpenter[33][28][38][39] (Dark Star – Finsterer Stern (1974), Halloween – Die Nacht des Grauens (1978), The Fog – Nebel des Grauens (1979), Das Ding aus einer anderen Welt (1982)),
- Andrey Tarkowsky[40][41][42] (Solaris (1972), Stalker (1978)),
- Ken Russell[32][43][35][37] (Der Höllentrip (1980)),
- Douglas Trumbull[43][44] (Projekt Brainstorm (1983))
- David Cronenberg[40][42][43][33][35] (Stereo (1969), Crimes of the Future (1970), Die Brut (1979), Scanners – Ihre Gedanken können töten (1981), Dead Zone – Das Attentat (1983), Videodrome (1983), Die Fliege (1986)),
- Nicolas Roeg[45][46] (2013).[47] (Wenn die Gondeln Trauer tragen (1973), Der Mann, der vom Himmel fiel (1976)),
- David Lynch[27][37][28] (Eraserhead (1977)),
- Alejandro Jodorowsky[27][36][28][22] (El Topo (1970), Montana Sacra – Der heilige Berg (1973)),
- Dario Argento[42][35][36] (Susperia (1977)),

sowie zum Produktionsdesign von George Lucas’ Film THX 1138 (1971). Moderne Filme, mit denen Cosmatos’ Werk verglichen wurde, waren Enter the Void (2009) von Gaspar Noé, The Tree of Life (2011) von Terrence Malick und Amer (2009) von Hélène Cattet und Bruno Forzani.
Ein kleiner Teil der Kritiker warf daraufhin dem Regisseur vor, kaum mehr als einen derivativen Aufguss zu bieten, während der Großteil zwar die starken Anleihen sah, die endgültige Entscheidung aber von der eigenen Meinung über Handlung, Timing und gestalterischen wie narrativen Gesamtaufbau abhängig machte und diese entweder als Hauptproblem identifizierte, oder den Film als gelungene Hommage begrüßte, der sich aufgrund seiner ganz eigenen Gesamtwirkung als mehr als die Summe seiner stilistisch nachempfundenen Elemente erweise.
Auf Grundlage von 36 Kritiken zählt die Onlinedatenbank für Filmkritiken Rotten Tomatoes 61 % positive Kritiken für Beyond the Black Rainbow; Metacritic zählt 4 positive Kritiken, 3 gemischte und 3 negative.

## Einzelkritiken

### Deutschsprachige Kritiken
„Kein klassisches Erzählkino, ein alptraumhaft-hypnotisches Erlebnis, ein Rausch aus Farben und Formen mit 80er Jahre Filmästhetik. (4 von 5 Sternen)“

„Visuell bestechend, mit einem grandiosen Synthesizer-Score und einer atmosphärischen Inszenierung, ist Beyond the Black Rainbow als audiovisuelle Sinneserfahrung zweifellos ein besonderes filmisches Erlebnis. Mit seinem meditativ-hypnotischen Erzähl"tempo" wird er jedoch viele vor den Kopf stoßen, und auch mir war dieses leider stellenweise zu langsam. Vor allem einzelne Einstellungen scheinen sich ewig hinzuziehen – […] Es ist wirklich schade... mit einer etwas strafferen Inszenierung hätte Beyond the Black Rainbow ein kleines modernes Meisterwerk des phantastischen Kinos sein können. So reicht es leider nur für das Prädikat eines faszinierenden Experiments.“

„Beyond the Black Rainbow ist eine völlig wahnsinnige Kreation, die eine betörende visuelle Schönheit, gähnende Langeweile und einen sensationell hohen WTF-Faktor miteinander vereint. […] kein Unterhaltungsfilm, sondern ein abseitiges und experimentelles Kunstwerk, das nur für hartgesottene Freunde des wirklich Ungewöhnlichen geschaffen ist. Es ist die Art von Film, die sich wunderbar dazu eignet, sie bei einer Party von fanatischen Filmfreaks oder sonstigen abartigen Abweichlern mit dem Beamer auf eine Wand zu projizieren. […]
FAZIT:
Beyond the Black Rainbow ist ein völlig wahnsinniger Retro-Science-Fiction-Neo-Midnight-Movie-Bastard. Absolut faszinierend und inspirierend, wirklich wunderschön und wundersam, extrem zäh und streng genommen fast unerträglich.“

„Dieser kanadische Independentfilm dehnt eine simple Story durch visuelle Spielereien auf 110 Minuten Laufzeit aus. Das ist schön anzusehen – vor allem für Liebhaber der visuellen filmischen Erfahrung – jedoch immer am Rande zur Langeweile. Wer gerade ein paar freie Minuten hat und auf drogentripartige Kunstfilme mit einem Schuss Horror steht, der darf getrost einen Blick riskieren. Für Andere ist der Film vermutlich zu langatmig und zu narzisstisch.“

„Beyond the Black Rainbow ist weniger Erzählfilm als gesamtsinnliche Erfahrung: via Soundscapes und hypnotischen Bilderfolgen stürzt Panos Cosmatos den Zuschauer in einen Ort jenseits des schwarzen Regenbogens, hinein in die Tiefen des Unterbewusstseins.“

„Eins muss vorweg gesagt werden: Beyond the Black Rainbow ist eine sehr eigensinnige Mischung verschiedener Genres und aufgrund seines seltsamen und undurchsichtigen Charakters nicht jedermanns Geschmack. Um genau zu sein, werden wohl nur wenige dem Film etwas abgewinnen können, da er im Grunde genommen kaum etwas erzählt und abgrundtief schlecht abschließt. Aber vom rein Stilistischen her ist der Film sehr interessant, und wie es der Pressetext des Films treffend beschreibt, ist Beyond the Black Rainbow eine Erfahrung für die Sinne. […] ein waghalsiges und intensives Sinneserlebnis auf der Leinwand.“

„Panos Cosmatos, Sproß einer äußerst kreativen Filmfamilie, entfacht mit seinem poetischen SciFi-Schauermärchen einen Bilderrausch, der im zeitgenössischen Kino seinesgleichen sucht. Sein Debütfilm zeigt Einflüsse von Alejandro Jodorowsky, Stanley Kubrick und Dario Argento – und scheint doch einzigartig. Die Tour-de-force-Performances von Michael Rogers und Eva Allan, die psychedelischen Primärfarben und der atmosphärische Synthesizer-Soundtrack, all das verschmilzt Beyond the Black Rainbow zu einem visionären, halluzinativen, alptraumhaften Gesamtkunstwerk.“

### Englischsprachige Kritiken
„Als wenn die 70er die 80er träumen würden, komplett mit dröhnenden Synthies, den Sets von 2001, einer Beleuchtung wie von Mario Bava und einer Geschwindigkeit, als würde man einem Gletscher beim Wandern zusehen.“

„Wie das Projekt eines Filmstudenten im dritten Ausbildungsjahr, sofern dieser von Händen voll Acid und mit einer Paranoia wie zu Nixons Zeiten leben würde.“

„Wer braucht noch Drogen, wenn es Filme wie Beyond the Black Rainbow gibt? Eine psychedelische Reise ins Unbewußte, […] ein knallbunter Fiebertraum in Breitwand, mit Sets, die von innen heraus glühen, und auf der Tonspur hört man unglaublich atmosphärische Synthesizer dröhnen, die einen deutlichen Einfluß von John Carpenter aufweisen. […] hypnotische und zugleich abstoßende Deliriumsvisionen […] Das soll mit Absicht verwirren und verstören und erschafft dabei ein ganz besonderes Filmerlebnis für den mutigen Freund des Experimentalfilms. Eine überzeugende Leistung, in der es unglaublich fremde Landschaften zu entdecken gibt. (Wertung: B)“

„Eine psychedelische Studie über die Willensfreiheit. Eine abgedrehte Meditation über die Kürze des Lebens. Ein phantastisches Crescendo der futuristischen Gegenwart durch den Filter der Ästhetik von 1983. Eine Bild- und Klangsammlung, die weniger eine bloße Hommage als vielmehr eine Arbeit ist, die sich auf Augenhöhe mit den besten Werken der Vergangenheit von Größen wie Argento, Carpenter, Kubrick, Cronenberg, Lynch und Hooper bewegt. […] Jede Einstellung ein Gemälde aus flirrenden Farben, gesehen mit dem Blick eines halluzinierenden Zeitreisehippies aus den 60ern, der gerade erst im Jahr 1983 angekommen ist, nachdem er einen kurzen Abstecher nach 2075 gemacht hat. (Wertung: 3,5 von 4 Sternen)“

„Eine bizarre Hommage an die Mitternachtsfilme und dreckig-düsteren Kultvideos der frühen 80er […]. Eine Kombination aus den Bildern Kubricks mit den Themen Carpenters und mit einem wirklich unvergeßlichen Resultat. […] Schockhaft verstörend, aber voll künstlerischer Schönheit.“

„Ein schwindelerregender Drogentrip von Film […] surreale Gruselbilder […] wie das Ende von 2001: Odyssee im Weltraum, wenn alles furchtbar schiefgelaufen wäre […] als wäre man so high auf Acid, daß man sich nicht auf das Gesamtbild konzentrieren könnte. (Wertung: B+)“

„Sci-Fi-Mindfuck nach Art der 70er […] ein willkommener Versuch, die Tage von El Topo und Eraserhead wieder aufleben zu lassen, als die Besucher von Spätvorstellungen Regisseure schätzten, die den Zuschauer noch auf gewitzte Weise verstören wollten. (Wertung: 4 von 5 Sternen)“

„Das filmische Äquivalent von LSD: Man sieht Dinge auf der Leinwand und weiß nicht, was das sein soll. Ein packender Trip, der den Zuschauer durch die Mangel dreht. Ob es ein guter oder ein schlechter Trip ist, hängt allein vom Betrachter ab. (Wertung: 3,5 von 4 Sternen)“

„Als respektvolle Ode an Kubrick, Argento, Cronenberg, Der Höllentrip, die synthetischen Soundtracks von John Carpenter, den Sci-Fi der 70er und die Fantasy der 80er und insgesamt umwerfender, hyperstilisierter Irrsinn verbeugt sich Beyond the Black Rainbow so vor seinen Vorbildern, wie er auch seine ganz eigene Spur des Wahnsinns zieht. […] Auch eine solche Beschreibung kommt dem Wahn dieses Films kaum nahe, der einem abendfüllenden Märchen gleichkommt, das in jener außerirdischen Himmelsunterwelt spielt, die man am Höhepunkt von 2001 sehen kann. […] Ein LSD-Alptraum einer wildgewordenen Psychose, die vergiftete Kehrseite der Szene mit dem Sternentor aus 2001. […] ein Fest der verblüffenden Spektakel, die aber leider die Probleme der verkorksten Handlung verstärken. (Wertung: A-)“

## Veröffentlichung
Nach Veröffentlichung auf verschiedenen Filmfestivals startete Beyond the Black Rainbow bisher allein am 3. Dezember 2010 in kanadischen Kinos sowie am 18. Mai 2012 in US-Kinos.
Inzwischen wurde der Film allein in Kanada und Australien auf Region-1-DVD und -BluRay veröffentlicht. Im Januar 2013 erschien, passend zur nostalgischen Früh-80er-Ästhetik des Films, von dem amerikanischen Retrolabel Mondo Video eine auf 300 Stück limitierte Edition auf VHS im nordamerikanischen Videoformat NTSC, die per Pan&Scan-Verfahren ins Bildformat 4:3 eingepasst ist.
Zusätzlich erschien der Film 2014 als Onlinestream auf dem amerikanischen Amazon.com.
Am 2. September 2014 wurde der von Jeremy Schmidt alias Sinoia Caves stammende düster-hypnotische Retrosoundtrack des Films simultan auf LP und als Download auf iTunes veröffentlicht.

### Offizielle Seite, Lexika und Rezensionen
- Beyond the Black Rainbow bei IMDb
- Offizielle Website für den Film des Verleihs Magnet Releasing/Magnolia Pictures (u. a. Trailer, Werbe- und Pressematerial)
- Beyond the Black Rainbow bei Rotten Tomatoes (englisch)
- Beyond the Black Rainbow bei Metacritic (englisch)

### Interviews
- Don Simpson: Panos Cosmatos (Beyond the Black Rainbow): Interview. Smells Like Screen Spirit, 21. Juni 2012 (Interview mit dem Regisseur Panos Cosmatos)
- Iain Stasukevich: Episode 44: Beyond the Black Rainbow. American Cinematographer, 2013 (36-minütiges Audiointerview mit Regisseur Cosmatos und Kameramann Norm Li)[12]
- Allan MacInnis: Beyond the Black Rainbow: interview with Norm Li, csc. Alienated in Vancouver, 25. Juni 2012 (Interview mit Kameramann Norm Li)

### Der Soundtrack
- Allan MacInnis: Beyond the Black Mountain: Jeremy Schmidt interview re: Sinoia Caves and Beyond the Black Rainbow. Alienated in Vancouver, 4. Juli 2012 (Interview mit Jeremy Schmidt alias Sinoia Caves, Komponist des Soundtracks)
- Adrian Mack: Sinoia Caves scores Beyond the Black Rainbow, Georgia Straight, 4. Juli 2012 (Interview mit Jeremy Schmidt)
- Kier-La Janisse: Wasn’t the future wonderful? Spectacular Optical, 1. September 2011 (Interview mit Jeremy Schmidt)
- Sinoia Caves: Beyond The Black Rainbow OST. Eintrag mit ein paar Hintergrundinfos auf der Website der Plattenfirma Light in the Attic Records
- Sinoia Caves: Beyond The Black Rainbow – Original Soundtrack. mehr Hintergrundinfos zum Soundtrack auf der Seite der Plattenfirma Jagjaguwar